# Brooke Nichole Lee
Brooke Nichole Lee ist eine australische Schauspielerin. 

## Leben
Brooke Nichole Lee begann zunächst als Theaterschauspielerin in Gold Coast während ihres Studiums an der St. Hildas School. Nach ihrem Abschluss arbeitete sie zunächst bei der Vmanagement Talent Agentur in Brisbane.
Sie drehte zwei Kurzfilme und hatte diverse Miniauftritte. Von Juli 2013 bis 2016 war sie in der ab 2013 im ZDF ausgestrahlten australischen Fernsehserie Mako – Einfach Meerjungfrau zu sehen, dem Spin-off von H2O – Plötzlich Meerjungfrau.
2024 spielte sie die weibliche Hauptrolle im Film Lick, der Verfilmung eines erotischen Romans der australischen Autorin Kylie Scott. die seit 20. Dezember 2024 auf der Streamingplattform Passionflix verfügbar ist.

## Filmografie (Auswahl)
- 2012: Million Dollar Toes (auch Produzentin und Drehbuchautorin)
- 2012: Magica (Kurzfilm)
- 2013–2016: Mako – Einfach Meerjungfrau (Mako: Island of Secrets, Fernsehserie, 51 Episoden)
- 2018: Stage Mums (Fernsehserie, 4 Episoden)
- 2018: The Green Room (Fernsehfilm)
- 2024: Lick